# 1506
| [ Edytuj tabelę ]                          | |
| Król Polski                                | - 1501 Aleksander Jagiellończyk 1506 |
| Współksiążęta Andory                       | - 1472 Pere de Cardona 1512 - 1483 Katarzyna z Nawarry 1512 - 1484 Jan III 1516 |
| Król Anglii                                | - 1485 Henryk VII 1509 |
| Król Aragonii i Walencji, hrabia Barcelony | - 1479 Ferdynand Aragoński 1516 |
| Władca Azteków                             | - 1502 Montezuma II 1520 |
| Elektor Brandenburgii                      | - 1499 Joachim I Nestor 1535 |
| Książę Bawarii                             | - 1503 Albrecht IV Mądry 1508 |
| Sułtan Brunei                              | - 1473 Bolkiah 1521 |
| Cesarz Chin                                | - 1505 Zhengde 1521 |
| Król Czech                                 | - 1490 Władysław II Jagiellończyk 1516 |
| Król Danii                                 | - 1481 Jan Oldenburg 1513 |
| Dalajlama                                  | - 1475 Gendun Gjaco 1541 |
| Władca Egiptu                              | - 1501 Kansuh al-Ghauri 1516 |
| Cesarz Etiopii                             | - 1494 Naod 1508 |
| Król Francji                               | - 1498 Ludwik XII 1515 |
| Hrabia Holandii                            | - 1494 Filip I Piękny 1506 |
| Szach Iranu                                | - 1501 Isma’il I 1524 |
| Władca Inków                               | - 1493 Huayna Capac 1527 |
| Lord Irlandii                              | - 1485 Henryk VII Tudor 1509 |
| Cesarz Japonii                             | - 1500 Go-Kashiwabara 1526 |
| Kalif                                      | - 1497 Al-Mustamsik 1508 |
| Król Kastylii i Leónu                      | - 1504 Joanna Szalona 1506 - 1506 Filip I Piękny 1506 - 1506 Ferdynand Aragoński 1516 |
| Patriarcha Konstantynopola                 | - 1504 Pachomiusz I 1513 |
| Władca Korei                               | - 1494 Yŏngsan 1506 - 1506 Chungjong 1544 |
| Wielki książę litewski                     | - 1492 Aleksander Jagiellończyk 1506 - 1506 Zygmunt I Stary 1548 |
| Sułtan Maroka                              | - 1505 Muhammad al-Burtukali 1524 |
| Senior Monako                              | - 1505 Lucjan 1523 |
| Wielki książę moskiewski                   | - 1505 Wasyl III 1533 |
| Król Nawarry                               | - 1484 Katarzyna z Nawarry i Jan d’Albret 1516 |
| Król Norwegii                              | - 1483 Jan Oldenburg 1513 |
| Sułtan Omanu                               | - 1500 Muhammad ibn Isma’il 1529 |
| Elektor Palatynatu                         | - 1476 Filip 1508 |
| Papież                                     | - 1503 Juliusz II 1513 |
| Król Portugalii                            | - 1495 Manuel I 1521 |
| Cesarz Rzymski (niemiecki)                 | - 1493 Maksymilian I Habsburg 1519 |
| Kapitanowie Regenci San Marino             | - 1505 Antonio di Bianco Antonio di Marino Giannini 1506 - 1506 Andrea di Giorgio Loli Camillo di Menetto Bonelli 1506 - 1506 Antonio di Polinoro Lunardini Antonio di Maurizio Lunardini 1507 |
| Elektor Saksonii                           | - 1486 Fryderyk I Mądry 1525 |
| Król Szkocji                               | - 1488 Jakub IV 1513 |
| Król Szwecji                               | - 1504 Svante Nilsson Sture 1512 |
| Król Tajlandii                             | - 1491 Ramathibodi II 1529 |
| Sułtan Turków                              | - 1481 Bajazyd II 1512 |
| Doża Wenecji                               | - 1501 Leonardo Loredano 1521 |
| Król Węgier                                | - 1490 Władysław II 1516 |
| Cesarz Wietnamu                            | - 1505 Lê Uy Mục 1509 |
| Wielki mistrz zakonu krzyżackiego          | - 1498 Fryderyk Wettyn 1510 |

Rok 1506 / MDVI
stulecia: XV wiek ~
XVI wiek ~
XVII wiek

lata: 1496 «
1501 «
1502 «
1503 «
1504 «
1505 «
1506
» 1507
» 1508
» 1509
» 1510
» 1511
» 1516

## Wydarzenia w Polsce
- od około 15 stycznia-18 marca – w Lublinie obradował sejm[1].
- 5 sierpnia – zwycięstwo wojsk polsko-litewskich nad Tatarami w bitwie pod Kleckiem.
- 20 października – Zygmunt I Stary został Wielkim Księciem Litewskim.
- 4 grudnia-8 grudnia – w Piotrkowie obradował sejm elekcyjny[2].
- 8 grudnia – na sejmie piotrkowskim Zygmunt I Stary został obrany królem polskim.
- Początek epidemii dżumy w Polsce.
- Został wydany drukiem w języku łacińskim zbiór prawa polskiego tzw. Statut Łaskiego.

## Wydarzenia na świecie
- 14 stycznia – w Rzymie została znaleziona rzeźba Grupa Laokoona.
- 22 stycznia – do Rzymu na wezwanie papieża Juliusza II wkroczyło 150 szwajcarskich najemników, dając początek Gwardii Szwajcarskiej.
- 18 kwietnia – papież Juliusz II położył kamień węgielny pod nową Bazylikę watykańską. Donato Bramante zaczął budowę bazyliki.
- 19 kwietnia – w Lizbonie rozpoczął się kilkudniowy pogrom wymierzony w Żydów przymusowo nawróconych na katolicyzm.
- 26 kwietnia – we Frankfurcie nad Odrą założono Uniwersytet Viadrina.

## Urodzili się
- 13 kwietnia – Piotr Faber, francuski jezuita, święty katolicki (zm. 1546)

## Zmarli
- 20 maja – Krzysztof Kolumb, włoski żeglarz, uznawany za odkrywcę Ameryki (ur. 1451)
- 19 sierpnia – Aleksander Jagiellończyk, król polski od 1501 (ur. 1461)
- 13 września – Andrea Mantegna, włoski malarz i rytownik (ur. ok. 1431)
- 25 września - Filip I Piękny, książę Burgundii i król Kastylii (ur. 1478)

- data dzienna nieznana: 
  - Sesshū Tōyō (jap. 雪舟), japoński malarz (ur. 1420)